# C. C. Tennissen

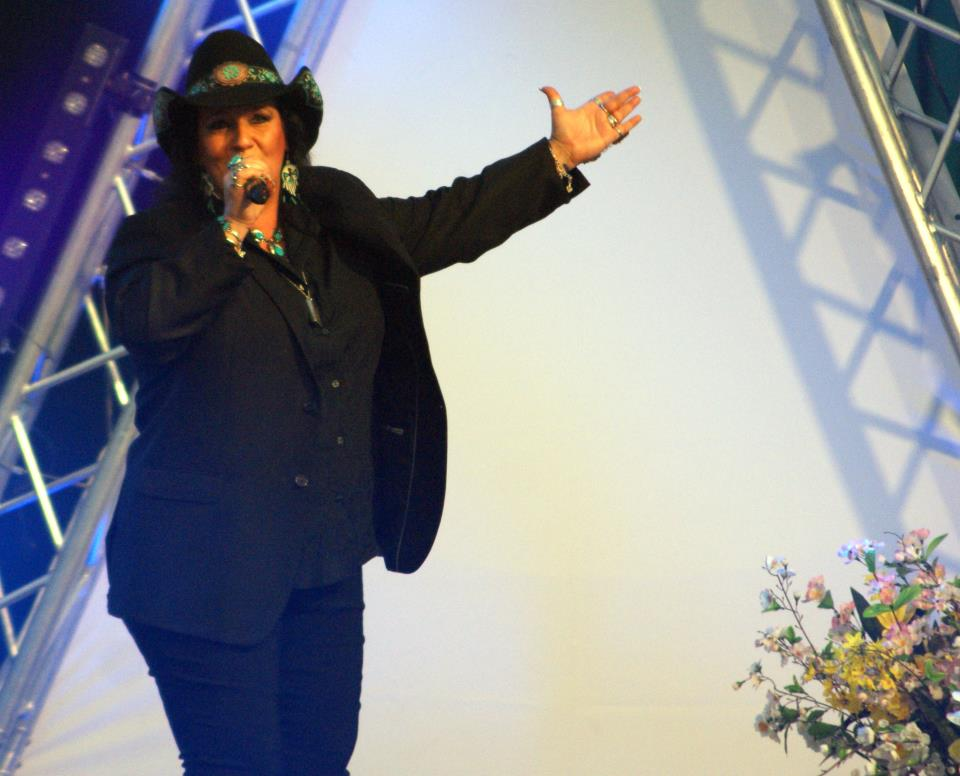
C. C. Tennissen (2011)

C. C. Tennissen (* 12. Mai 1960 in Krefeld als Claudia Kämper, verheiratete Ulm) ist eine deutsche Country-, Gospel-, Blues- und Rocksängerin, die sowohl auf Deutsch als auch auf Englisch ihre Titel produziert. Sie lebt in Thailand.

## Biografie

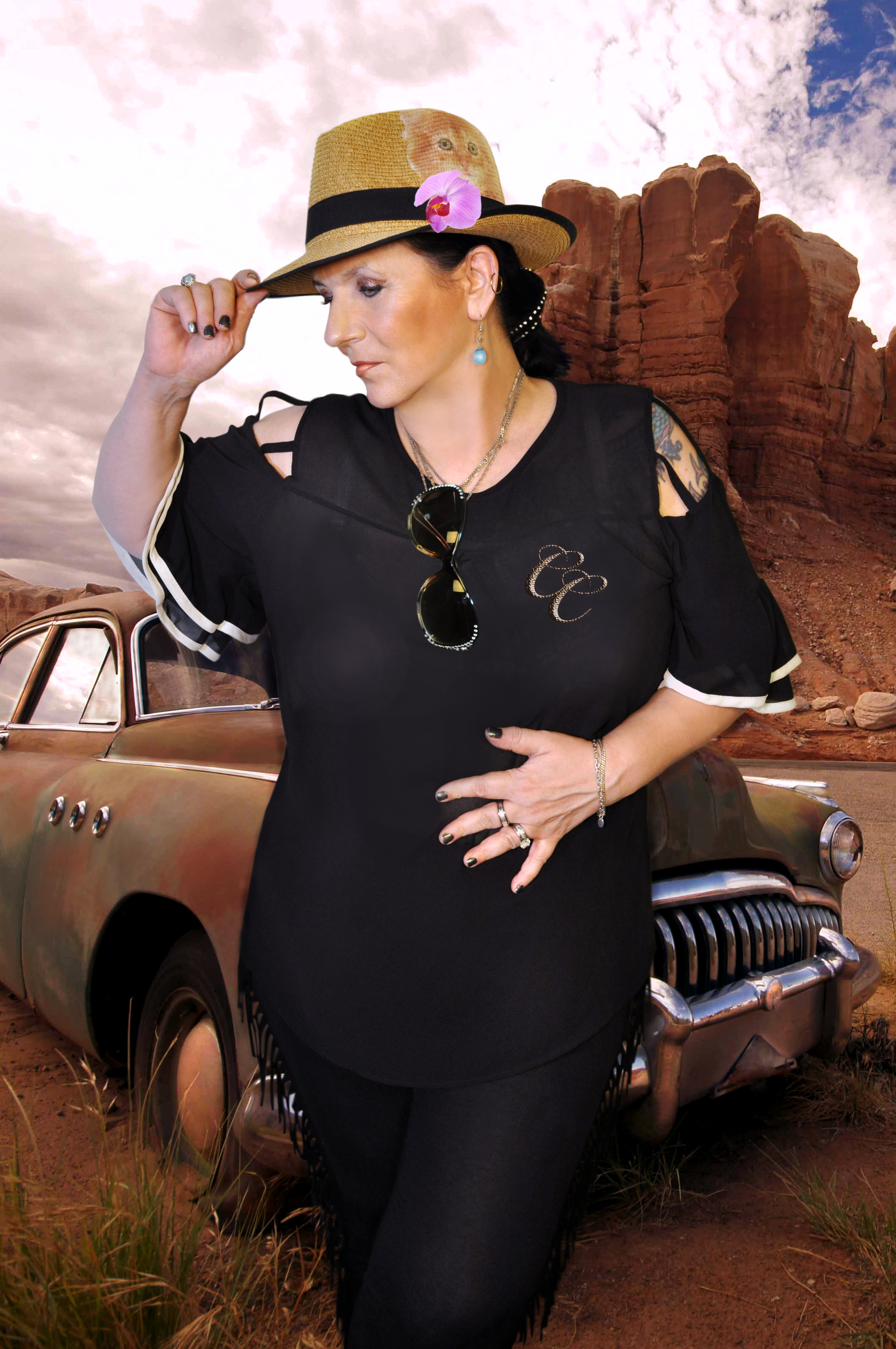
C. C. Tennissen (2015)

C.C. Tennissen wurde als Tochter des Ballettmeisters und Schauspielers Udo Kämper (bekannt durch die Mini-Krimiserie Privatdetektiv Harry Holl) und der Elisabeth Esser in Krefeld geboren. Im Alter von drei Jahren begann sie ihre klassische Musikausbildung an der Musikschule der Stadt Krefeld, wo sie Flöte, Klavier, Rhythmus und Gesang erlernte. 1973 schloss sie sich der Band Steamboat an, welche aus G.I.s bestand und neun Jahre lang erfolgreich in NCO-Clubs spielte.
1982 zog sie nach Amerika, wo sie über die Jahre hinweg in verschiedenen musikalischen Genres Erfahrungen sammeln konnte. Mitte der neunziger Jahre traf sie auf den Musiker und Produzenten Jerry Cole, mit dem sie befreundet war und der ihr Ratgeber wurde. Eines ihrer Lieblingsgenres ist der Gospel und so schloss sie sich Ende der 80er Jahre dem Gospelchor der First Baptist Church of North Hollywood an, wo sie neun Jahre als Sopransängerin mitwirkte.
Aus privaten Gründen kehrte sie 2002 nach Deutschland zurück und nach längerer musikalischer Pause begann sie, sich der Country Music zu widmen. Über die nächsten Jahre konnte man C. C. Tennissen auf zahlreichen Countryfestivals in Deutschland finden.
2009 erregte sie die Aufmerksamkeit des Sängers und Unterhaltungskünstlers Peter Sebastian, der zugleich auch der Produzent von Toi Records ist und gemeinsam produzierten sie die deutsche Fassung des Titels Mississippi, der im Original gesungen von Toni Willé von der Band Pussycat stammt. Dieser Titel erreichte Platz 10 und im darauffolgenden Monat Platz 13 der Charts von WDR 4 und ist auch auf dem WDR-Chart-Sampler Rhythmus der Nacht zu finden. Es folgte im Countrymusikstil Am Tag als Conny Kramer starb, im Original gesungen von Juliane Werding. Als dritte Single erschien im selben Jahr Wer Liebe sucht. Als Nächstes folgte 2009 ihr erstes offizielles Album Die Zeit ist reif, welches sehr erfolgreich war und über die nächsten Jahre in verschiedenen Fassungen weiterhin auf diversen Samplern und einem Best-of-C.-C.-Tennissen-Album erschien. Anfang 2010 trennten sich die Wege von Peter Sebastian (Toi Records) und C. C. Tennissen.
Ihr Ehemann Wolfgang Ulm führt seit 2010 das hauseigene Label 5apes Records und nahm C. C. Tennissen unter Vertrag. Gemeinsam schreiben und produzieren sie seitdem eigene Songs. 2014 wurde Tennissen von Wo-TV für den Europäischen Goldenen Countrystar nominiert und belegte von 224 Vorschlägen und 62 Countrynominierungen den 4. Platz. 2015 kehrte C. C. Tennissen zu ihren Wurzeln der Country-, Rock-, Blues-, Southern-Rock- und Gospelmusik zurück und plant die Veröffentlichung eines neuen Albums. 2016 wurde C. C. Tennissen der Gold Award verliehen für ihren Titel "Hey Gebrochenes Herz", der den Platz "Song des Jahres 2016" in der Rubrik Schlager/Volksmusik erreichte.
C.C. Tennissen ist für den Award als World Music Artist Of The Year 2018 bei den Josie Music Awards in Nashville, Tennessee, nominiert. Die Verleihung findet am 8. September 2018 im Celebrity Theatre in Dollywood, Pigeon, Tennessee statt.[veraltet]
Auch in diesem Jahr 2019 ist C.C. Tennissen wieder für den Award als World Music Artist Of The Year 2019 bei den Josie Music Awards in Nashville, Tennessee, nominiert, auch mit ihrem neuen Projekt "Vanity Witch Project Feat. Ascaneus - Regen Im Herz". Die diesjährige Verleihung findet am 21. September wieder im Celebrity Theatre in Dollywood, Pigeon, Tennessee statt.[veraltet]
Sie wurde auch 2020 wieder bei den Josie Music Awards in Nashville Tennessee nominiert als World Music Artist 2020 sowie als Songwriter des Jahres 2020. Auch in diesem Jahr ist sie wieder unter den Nominierungen als World Musik Artist 2021. Im Juli 2021 gewann sie einen Award von der Akademia Music Awards für den Song des Monats in Los Angeles mit "Hey Gebrochenes Herz / Dear Broken Heart".
Weitere monatliche Awards folgten für August 2021 "Don't Look Away, September 2021 "Ëvery Cowboy Has A Sad Song, Oktober 2021 "Looking Into Deep" und für Dezember 2021 "Mercy, Have Mercy".
Zusätzlich konnte sie einen weiteren Gewinn verbuchen und erhielt den Internationalen Red Carpet Music Award 2021 für die Rubrik Bester Country Rock Song Original "Don't Look Away" von Fairplay Country Music in den Niederlanden.
Seit einiger Zeit unterstützt sie auch einige Tierschutzorganisationen in Thailand, die gegen den illegalen Hundefleisch Handel kämpfen.

## Diskografie

### Toi Records – Singles
- Mississippi
- Am Tag als Conny Kramer starb
- Wer Liebe sucht
- Ich werd nun geh’n

### Toi Records – Alben – erschienen 2009
- Die Zeit ist reif
- Best of C. C. Tennissen

### 5apes-Records – Produktionen
- Ich Wünsch Dir – Juni 2010 – M.: Michael Wisniewski, Claudia Ulm, T.: Wolfgang Ulm, Claudia Ulm
- Auf deine Treue / That’s Why – Nov. 2010 – M.: Wolfgang Ulm, Michael Wisniewski
- Everybody’s Dancin’ - Dez. 2012 – M.: Thomas Pollard, T.: Alan Field
- Ghostriders in the Sky – Juli 2011 – M.und T.: Jones, Stan
- Roll On – April 2012 – M. und T.: Michael Gerwien
- Mit dir bin ich frei – Juni 2014 – M. und T.: Michael Gerwien
- The Trail – Januar 2014 – M. und T.: Kenneth Pulley
- Der Weg – Juni 2014 – M.: Kenneth Pulley, dt. T.: Wolfgang Ulm
- Hey gebrochenes Herz – September 2015 – M. und T.: Wolfgang Ulm
- Mercy, Have Mercy – September 2017 – M. und T.: Claudia & Wolfgang Ulm
- Back To The Roots – April 2018 – M. und T.: Michael Gerwien
- It Was You – Juni 2018 – M. und T.: Claudia & Wolfgang Ulm
- Every Cowboy Has A Sad Song – Februar 2019 – M. und T.: Claudia & Wolfgang Ulm
- Vanity Witch Project Feat. Ascaneus – Regen Im Herz – Februar 2019 – M.: Andre Tetsch und T.: Wolfgang Ulm
- Not You Again - Juli 2019 – M. und T.: Claudia & Wolfgang Ulm
- Don't Look Away – September 2019 - M. und T.: Claudia & Wolfgang Ulm
- Geisterkutschennacht – Oktober 2019 – M. und T.: Wolfgang Ulm
- Wo Ist Ibo – November 2019 – M. und T.: Wolfgang Ulm
- I've Got You – Dezember 2019 – M. und T.: Claudia & Wolfgang Ulm
- Lookin' In Too Deep – Januar 2020 – M. und T.: Claudia & Wolfgang Ulm
- Mount Zion - March 2021 - M. und T.: Phil Driscol & Lari Gross
- Shine - May 2021 - M. und T.: Claudia & Wolfgang Ulm
- Dear Broken Heart - July 2021 - M. und T.: Claudia & Wolfgang Ulm
- Rolling Home - November 2021 - M. und T.: Jan Ericsson and Lizette von Panajott
- The Deathcoach Will Arrive - September 2022 - M. und T.: Claudia & Wolfgang Ulm
- Forever Love - August 2024 - M. and T.:  Liz Hengber, Deanna Bryant and Sunny Rus
- Independence Day - September 2024 - M. und T.: Gretchen Peters